# 8534 Knutsson
8534 Knutsson este un asteroid din centura principală de asteroizi.

## Descriere
8534 Knutsson este un asteroid din centura principală de asteroizi. A fost descoperit pe 17 martie 1993 la Observatorul La Silla de Claes-Ingvar Lagerkvist. El prezintă o orbită caracterizată de o semiaxă mare de 2,88 ua, o excentricitate de 0,04 și o înclinație de 3,0° în raport cu ecliptica.